# Tim Schaller
Tim Schaller (né le 16 novembre 1990 à Merrimack dans l'État du New Hampshire aux États-Unis) est un joueur professionnel américain de hockey sur glace. Il évolue au poste d'attaquant.

## Biographie
Il évolue au niveau universitaire avec les Friars de Providence College de 2009 à 2013. En avril 2013, il signe en tant qu'agent libre avec les Sabres de Buffalo pour deux ans. 
Il joue sa première saison professionnelle en 2013-2014 dans la Ligue américaine de hockey avec les Americans de Rochester, équipe affiliée aux Sabres. Il fait ses débuts dans la Ligue nationale de hockey avec les Sabres en 2014-2015, s'alignant à 18 parties avec cette équipe.
Il joue 17 autres parties avec les Sabres en 2015-2016, tout en passant la majorité de la saison dans la LAH. Laissé libre par les Sabres à l'issue de la saison, il signe un contrat d'un an comme agent libre avec les Bruins de Boston en juillet 2016.
Il signe un nouveau contrat avec les Bruins après la saison 2016-2017.
Le 1er juillet 2018, il signe avec les Canucks de Vancouver un contrat de deux ans pour 1,9 million de dollars. Le 18 février 2020, il est échangé aux Kings de Los Angeles avec Tim Madden, un choix de deuxième tour de repêchage en 2020 un choix conditionnel de 4e tour de repêchage en 2022 contre Tyler Toffoli.
Le 8 février 2021, il signe un contrat avec les Penguins de Wilkes-Barre/Scranton de la Ligue américaine de hockey.

## Statistiques
| Saison     | Équipe                            | Ligue       |     | Saison régulière | Saison régulière | Saison régulière | Saison régulière | Saison régulière |   | Séries éliminatoires | Séries éliminatoires | Séries éliminatoires | Séries éliminatoires | Séries éliminatoires |
| Saison     | Équipe                            | Ligue       | PJ  | B                | A                | Pts              | Pun              | PJ               | B | A                    | Pts                  | Pun                  |                      |                      |
| 2006-2007  | New England Jr. Huskies           | EJHL        | 1   | 0                | 0                | 0                | 0                | -                | - | -                    | -                    | -                    |                      |                      |
| 2007-2008  | New England Jr. Huskies           | EJHL        | 44  | 8                | 25               | 33               | 29               | -                | - | -                    | -                    | -                    |                      |                      |
| 2008-2009  | New England Jr. Huskies           | EJHL        | 45  | 16               | 23               | 39               | 54               | 2                | 0 | 1                    | 1                    | 0                    |                      |                      |
| 2009-2010  | Providence College                | Hockey East | 33  | 2                | 3                | 5                | 40               | -                | - | -                    | -                    | -                    |                      |                      |
| 2010-2011  | Providence College                | Hockey East | 34  | 5                | 14               | 19               | 36               | -                | - | -                    | -                    | -                    |                      |                      |
| 2011-2012  | Providence College                | Hockey East | 26  | 14               | 7                | 21               | 24               | -                | - | -                    | -                    | -                    |                      |                      |
| 2012-2013  | Providence College                | Hockey East | 38  | 8                | 15               | 23               | 61               | -                | - | -                    | -                    | -                    |                      |                      |
| 2013-2014  | Americans de Rochester            | LAH         | 72  | 11               | 7                | 18               | 36               | 5                | 0 | 1                    | 1                    | 2                    |                      |                      |
| 2014-2015  | Americans de Rochester            | LAH         | 65  | 15               | 28               | 43               | 116              | -                | - | -                    | -                    | -                    |                      |                      |
| 2014-2015  | Sabres de Buffalo                 | LNH         | 18  | 1                | 1                | 2                | 2                | -                | - | -                    | -                    | -                    |                      |                      |
| 2015-2016  | Americans de Rochester            | LAH         | 37  | 12               | 14               | 26               | 48               | -                | - | -                    | -                    | -                    |                      |                      |
| 2015-2016  | Sabres de Buffalo                 | LNH         | 17  | 1                | 2                | 3                | 2                | -                | - | -                    | -                    | -                    |                      |                      |
| 2016-2017  | Bruins de Boston                  | LNH         | 59  | 7                | 7                | 14               | 23               | 6                | 1 | 0                    | 1                    | 2                    |                      |                      |
| 2017-2018  | Bruins de Boston                  | LNH         | 82  | 12               | 10               | 22               | 42               | 11               | 0 | 2                    | 2                    | 2                    |                      |                      |
| 2018-2019  | Canucks de Vancouver              | LNH         | 47  | 3                | 7                | 10               | 9                | -                | - | -                    | -                    | -                    |                      |                      |
| 2019-2020  | Canucks de Vancouver              | LNH         | 51  | 5                | 1                | 6                | 14               | -                | - | -                    | -                    | -                    |                      |                      |
| 2019-2020  | Kings de Los Angeles              | LNH         | 2   | 0                | 0                | 0                | 0                | -                | - | -                    | -                    | -                    |                      |                      |
| 2019-2020  | Reign d'Ontario                   | LNH         | 5   | 1                | 0                | 1                | 6                | -                | - | -                    | -                    | -                    |                      |                      |
| 2020-2021  | Penguins de Wilkes-Barre/Scranton | LAH         | 32  | 10               | 8                | 18               | 14               | -                | - | -                    | -                    | -                    |                      |                      |
| 2021-2022  | Condors de Bakersfield            | LAH         | 67  | 10               | 15               | 25               | 25               | 5                | 0 | 1                    | 1                    | 4                    |                      |                      |
| 2022-2023  | Admirals de Milwaukee             | LAH         | 67  | 9                | 12               | 21               | 43               | -                | - | -                    | -                    | -                    |                      |                      |
| Totaux LNH | Totaux LNH                        | Totaux LNH  | 276 | 29               | 87               | 57               | 92               | 17               | 1 | 2                    | 3                    | 4                    |                      |                      |